# Etienne Vermeersch
Etienne Vermeersch (Sint-Michiels, 2 maggio 1934 – Gand, 18 gennaio 2019) è stato un filosofo belga.

## Biografia
Vermeersch conseguì un Master in Filosofia e Filologia classica e nel 1965 un dottorato presso l'Università di Gand. Lì, come professore, insegnò Filosofia della scienza e Antropologia filosofica. Vermeersch per molto tempo fece parte dell'ordine gesuiti. Nel corso del tempo, tuttavia, si allontanò dal cristianesimo e divenne ateo. Era uno dei fondatori di SKEPP 
Nel 2016 un asteroide è stato chiamato 14439 Evermeersch in suo onore.